# Burry Holms

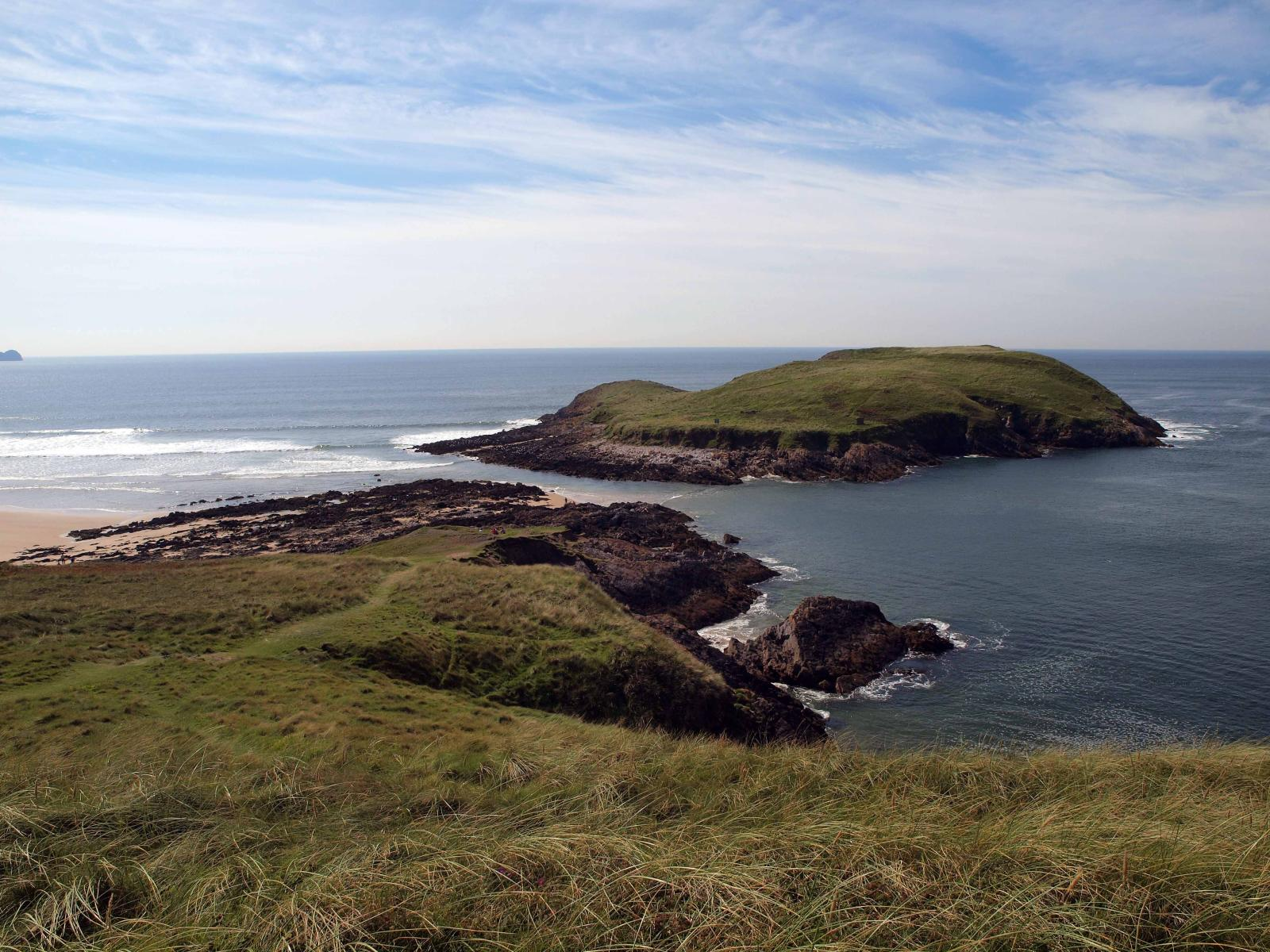
Burry Holms bei Flut

Burry Holms ist eine kleine landnahe Gezeiteninsel im Bristolkanal an der Westseite der Gower-Halbinsel in Südwales.
Die in Ost-West-Richtung etwa 400 m lange und durchschnittlich 200 m breite Insel liegt am Nordende des 4 km langen Sandstrandes der Rhossili Bay und westlich der Broughton und der kleineren Blue Pool Bay. Der Name hat kein bekanntes walisisches Äquivalent (walisisch „Ynys Lanwol“ bedeutet „Gezeiteninsel“).
Vor 9.000 Jahren lag Burry Holms etwa 19,0 km vom Meer entfernt und wurde von mesolithischen Jägern bewohnt. Feuersteinwerkzeuge lieferten 1919 den Beleg dafür. Seitdem wurden auch verkohlte Haselnussschalen, Holzkohle und Werkzeuge aus Holz und Knochen gefunden. Die Ausgrabung von 1998 ergab, dass Burry Holms als saisonaler Wohnplatz genutzt wurde. In der Eisenzeit wurde auf der, eine Höhe von 30 Metern erreichenden Insel, ein 20.000 m² großes  Promontory Fort errichtet. Im Mittelalter stand ein Kloster auf Burry Holms.
Auf Burry Holms wachsen im Sommer Gras- oder Lichtnelken. Die Insel wird auch von Muschelsammlern besucht.